# Французская интервенция в Киликию
Франко-турецкая война, также известная как Киликийская кампания (фр. La campagne de Cilicie) или Южный фронт Войны за независимость Турции (тур. Türk Kurtuluş Savaşı Güney Cephesi) — боевые действия между французскими экспедиционными войсками и иррегулярными турецкими военными формированиями, происходившие с декабря 1918 по октябрь 1921 года.

## Предыстория
В 1916 году между странами Антанты было заключено секретное соглашение Сайкса — Пико о послевоенном разделе Османской империи, в соответствии с которым Ливан, Сирия, северный Ирак и юго-восточная Турция признавались зоной интересов Франции. В том же году было заключено французско-армянское соглашение, в соответствии с которым был создан Французский армянский легион.

## Ход событий
Сразу после подписания в 1918 году Мудросского перемирия между Османской империей и странами Антанты, французские войска приняли участие в оккупации Константинополя, куда французская бригада вступила 12 ноября. 18 марта 1919 года французские войска высадились в Зонгулдаке и Эрегли.
Главной ареной боевых действий стала Киликия, которую французы считали зоной своих интересов. 17 ноября 1918 года около 15 тысяч французских военнослужащих (солдат Французского армянского легиона под командованием полутораста французских офицеров) высадилось в Мерсине. 19 ноября ими был занят Тарсус и начата подготовка к размещению французской штаб-квартиры в Адане. К концу 1918 года вся Киликия оказалась под французской оккупацией, а в 1919 году французы оккупировали турецкие провинции Антеп, Мараш и Урфа, сменив там британцев. Так как французы плохо знали данный регион, они активно использовали армянские части, что привело к быстрому росту напряжённости благодаря имевшейся там враждебности между турками и армянами.
Случившийся 31 октября 1919 года инцидент с Сютчю Имамом стал началом сражения за Мараш. В феврале 1920 года французы были вынуждены оставить Мараш; их уход привёл к резне местными турками остававшегося в Мараше армянского населения.
В районе Урфы Али Саип-бей собрал под своим командованием около трёх тысяч человек. В феврале 1920 года они предъявили французскому гарнизону Урфы ультиматум, и в апреле 1920 года французский гарнизон был эвакуирован.
В апреле 1920 года против французов и армян восстал Антеп. Однако французы, подтянув свежие войска из Сирии, осадили город, и стали уничтожать его артиллерийским огнём. В ходе 11-месячной осады было разрушено несколько десятков тысяч зданий, погибло более 6 тысяч человек (в основном — мирных жителей).
Оставив Мараш и Урфу, французы тем не менее не собирались покидать Киликию. Очередной задачей турецких националистов стало получение контроля над проходами в горах Тавра. В мае 1920 год французский гарнизон на железнодорожной станции Позанты, что к северу от «Киликийских ворот» (ущелье Гюлек), был отрезан. Когда две французские попытки снять блокаду провалились, состоявший из 700 человек гарнизон оставил город и попытался прорваться сквозь горы на юг. 28 мая французская колонна попала в засаду, организованную турецкими партизанами. После четырёхчасового боя командовавший французами майор Месниль капитулировал. В своём докладе начальству он сообщил, что их, якобы, окружило 15 тысяч турок. После этого между местными турецкими и французскими частями было заключено 20-дневное перемирие; французы согласились очистить Позанты и прилегающие территории.
5 августа Мустафа Кемаль-паша вместе с Февзи-пашой прибыл в Позанты для личной координации действий иррегулярных формирований. Боевые действия переместились в восточную Киликию, которую Севрский договор передавал французам. 15-16 октября турецкие иррегулярные формирования взяли штурмом армянский оплот Хаджин в горах Тавра.
9 февраля 1921 года осаждённый Антеп сдался французам. В память о героизме защитников Великое национальное собрание Турции добавило к названию города почётную приставку «Гази», переименовав его в Газиантеп. На этом крупные боевые действия на южном фронте завершились; французы ждали, чем закончатся сражения между турками и греками на западе.

## Итоги и последствия
21 февраля 1921 года началась Лондонская конференция по урегулированию вопросов, связанных с Турцией. В ходе этой конференции 9 марта представитель Великого национального собрания Турции Бекир Сами достиг с французской стороной договорённости о прекращении боевых действий и эвакуации французских войск из южной Турции за пределы линии фронта, имевшей место на момент перемирия в 1918 году; взамен французы получали экономические привилегии в южной и восточной Турции. Однако Мустафа Кемаль не стал выносить этот договор на ратификацию Собранием, решив дождаться более выгодной ситуации на фронтах.
После того, как турки остановили греков под Инёню, Мустафа Кемаль решил, что настала пора для возобновления переговоров. 8 июня в Анкару прибыл Анри Франклен-Буйон, глава Комитета по международным делам Французской национальной ассамблеи (формально — с частным визитом, фактически — как представитель министра иностранных дел Франции Артистида Бриана). В Турцию были вложены большие французские капиталы, и Франция была заинтересована в установлении нормальных отношений, но турецкие националисты требовали отмены системы капитуляций, на что Франция в тот момент не была готова пойти. Франклен-Буйон безрезультатно отбыл в Париж, но в качестве жеста доброй воли 8 июня 1921 года французские войска оставили Карадениз Эрегли, а 18 июня — Зонгулдак.
13 сентября битва при Сакарье завершилась отступлением греческой армии, и 20 сентября Франклен-Буйон вновь прибыл в Анкару — на этот раз в сопровождении двух французских офицеров. После долгих и тяжёлых переговоров 20 октября 1921 года было подписано соглашение (французы не хотели использовать слово «договор», так как по договорённости с британцами не должны были заключать сепаратного мира), в соответствии с которым прекращались боевые действия, производился обмен военнопленными и устанавливалась граница между Турцией и французской подмандантной Сирией.
Ратификация соглашения вызвала трудности в Великом национальном собрании Турции, так как новая линия границы оставляла на французской стороне район Искендеруна, населённый преимущественно турками. Однако Франклен-Буйон пообещал, что французская сторона продаст Турции по заводской цене ненужное ей вооружение, и что оно будет оставлено французскими частями при выводе, так что турецким войскам при передислокации в эти районы не придётся перебрасывать запасы с греческого фронта. Армяне, вернувшиеся в Киликию вместе с французскими войсками, предпочли вместе с ними и уйти.
21 декабря 1921 года турецкие войска вступили в Адану, 25 декабря — в Газиантеп.